# PMR446
PMR446 (Private Mobile Radio, 446 MHz) представлява услуга за радиокомуникация в UHF честотния диапазон, която е освободена от лицензиране. Тя може да бъде класифицирана като лична радиослужба или гражданска радиовръзка (CB радио) и е достъпна както за бизнес, така и за лична употреба в повечето държави от Европейския съюз, както и в Малайзия, Сингапур, Норвегия и Обединените арабски емирства.
PMR446 обикновено се използва за комуникация в ограничени зони, като в рамките на една сграда, на малки обекти или при дейности на открито с пряка видимост. Оборудването включва както устройства от потребителски клас, така и професионални радиостанции, сходни с тези, използвани за FRS/GMRS в Съединените щати и Канада. В зависимост от околната топография обхватът на комуникацията може да варира – от няколкостотин метра в градска среда, до няколко километра в равнинни райони, а при използване на високи точки – дори до значително по-големи разстояния.
Исторически погледнато, за PMR446 се използва аналогова FM модулация, но в по-ново време е въведен и цифров гласов режим. Той е наличен в радиостанции, съответстващи на стандартите за цифрова частна мобилна 
радиовръзка (dPMR446) и цифрова мобилна радиовръзка (DMR Tier 1), разработени от Европейския институт за телекомуникационни стандарти (ETSI).
Първоначално в аналогов режим са били достъпни 8 канала, но впоследствие този брой е увеличен до 16. PMR446 обикновено се използва както за развлекателни, така и за бизнес цели. Освен това, радиолюбители и ентусиасти в областта на радиокомуникациите го прилагат като експериментален обхват, освободен от изискване за лиценз.
Първите стъпки към създаването на радиокомуникация за къси разстояния без изискване за лиценз бяха предприети през април 1997 г., когато Европейският комитет по радиокомуникации (ERC) реши да използва честотния обхват 446 MHz за новите радиостанции. През ноември 1998 г. с Решение (98)25 ERC разпредели честотния диапазон 446.0–446.1 MHz за аналоговата услуга PMR446; още две решения установиха освобождаване от лиценз за оборудването PMR446 и разрешиха свободното му разпространение. Първата държава, която въведе тези честоти за свободно използване без лиценз, беше Ирландия на 1 април 1998 г. Обединеното кралство въведе услугата PMR446 през април 1999 г.; от 2003 г. тя замени предишната услуга за радиокомуникация на къси разстояния за бизнес цели (SRBR).
През октомври 2005 г. с Решение (05)02 Европейската конференция по пощи и далекосъобщения (ECC) разшири обхвата на нерегулираните честоти, като добави диапазона 446.1–446.2 MHz за използване от цифрово оборудване, съответстващо на стандартите DMR и dPMR.
През юли 2015 г. с Решение (15)05 на Европейската конференция по пощи и далекосъобщения (ECC) беше удвоен броят на аналоговите канали до 16, като аналоговата работа беше разширена в честотния диапазон 446.1–446.2 MHz, който преди това беше използван от цифрово оборудване DMR/dPMR. Промяната влезе в сила през януари 2016 г. От януари 2018 г. броят на цифровите канали беше удвоен чрез разширяване в честотния диапазон 446.0–446.1 MHz, който беше използван за аналогова FM комуникация.

## Обхват
До неотдавна радиостанциите PMR446 представляваха ръчни приемо-предаватели с фиксирани антени (вижте Техническа информация).  През ноември 2015 г. компанията Midland Radio обяви пускането на мобилно радио GB1 PMR446, предназначено за употреба в превозни средства. [1] [2] [3]
Обхватът на PMR446, както и при всяко VHF или UHF радио, зависи от множество фактори, като околната среда (обхватът в градска среда е 
значително по-малък отколкото на открито), височината над околните 
препятствия и, в по-малка степен, метеорологичните условия. Видът и разположението на антената, мощността на предаване и чувствителността на
приемника също влияят на обхвата. Въпреки това, при PMR446 повечето от 
тези променливи са фиксирани при производството, за да се спазват 
спецификациите на PMR446. Повечето от времето, максималният обхват, 
който потребител в градска среда може да очаква, е няколкостотин метра 
или по-малко.
Обхватът може да бъде много километри, например между върхове на хълмове, или само няколкостотин метра, ако, например, в пътя на предаването между радиостанциите се намира хълм или голям метален обект. Най-известният рекорд за дълго разстояние е 333 мили (536 км) от Блайт в Обединеното кралство до Алмере, Нидерландия. [8] Това беше резултат от подобрени условия на разпространение, а не от сигнал с пряка видимост.

## Използвайте по целия свят
Оборудването, съвместимо с PMR446, може да се използва навсякъде в Европа, [1] Малайзия и Сингапур. 
Радиостанции PMR446, които са типово одобрени и имат мощност до 500 mW, могат да се използват без лиценз в Индия [4] и Виетнам. [5] Устройствата
не могат да бъдат базови станции или повторители и трябва да използват само интегрирани антени.
Радиостанциите PMR446 използват честоти, които в Австралия, САЩ и Канада
са предназначени за радиолюбители и военни радарни системи. 
Вместо това САЩ, Канада и Мексико използват системата Family Radio Service (FRS), която предоставя подобна услуга на различни честоти около 462 и 467 MHz. Тези честоти са разпределени на службите за спешна помощ в Европа, по-специално на пожарната в Обединеното кралство, полицията в Русия и търговските потребители в Австралия. [7] Намесата в лицензирани радио услуги може да доведе до наказателно преследване.
Австралия, Нова Зеландия и Вануату използват системата UHF Citizen's Band в диапазона 476–477 MHz с максимална изходна мощност от 5 W, което осигурява подобрен обхват в сравнение с PMR системата с по-ниска мощност.

## Техническа информация
PMR446 покрива лента 446.0–446.2 MHz. Общото решение на ECC  обаче все още изисква вградени антени и действителното прилагане варира в различните страни.
Аналоговият PMR446 използва 16 FM канала, разделени от 12,5 kHz един от друг. Максималната мощност е 500 mW ERP и оборудването трябва да се използват на мобилна основа. Обикновено се използва CTCSS, като по-луксозните модели също включват DCS и/или гласова инверсия с фиксирана носител. Преди януари 2016 г. само долните 8 канала бяха разрешени за аналогова FM работа. 
За тези по-стари радиостанции PMR446 с 38 кода, кодовете от 0 до 38 са CTCSS тонове:
| PMR446 CTCSS Privacy Codes |         |      |         |      |         |
| Code                       | Tone Hz | Code | Tone Hz | Code | Tone Hz |
| 0                          | Off     | 13   | 103.5   | 26   | 162.2   |
| 1                          | 67.0    | 14   | 107.2   | 27   | 167.9   |
| 2                          | 71.9    | 15   | 110.9   | 28   | 173.8   |
| 3                          | 74.4    | 16   | 114.8   | 29   | 179.9   |
| 4                          | 77.0    | 17   | 118.8   | 30   | 186.2   |
| 5                          | 79.7    | 18   | 123.0   | 31   | 192.8   |
| 6                          | 82.5    | 19   | 127.3   | 32   | 203.5   |
| 7                          | 85.4    | 20   | 131.8   | 33   | 210.7   |
| 8                          | 88.5    | 21   | 136.5   | 34   | 218.1   |
| 9                          | 91.5    | 22   | 141.3   | 35   | 225.7   |
| 10                         | 94.8    | 23   | 146.2   | 36   | 233.6   |
| 11                         | 97.4    | 24   | 151.4   | 37   | 241.8   |
| 12                         | 100.0   | 25   | 156.7   | 38   | 250.3   |

За тези по-нови радиостанции PMR446 със 121 кода, кодовете от 0 до 38 са както по-горе, докато кодовете от 39 до 121 са DCS кодове:
| Code | DCS | Code | DCS | Code | DCS |
| ---- | --- | ---- | --- | ---- | --- |
| 39   | 023 | 67   | 174 | 95   | 445 |
| 40   | 025 | 68   | 205 | 96   | 464 |
| 41   | 026 | 69   | 223 | 97   | 465 |
| 42   | 031 | 70   | 226 | 98   | 466 |
| 43   | 032 | 71   | 243 | 99   | 503 |
| 44   | 043 | 72   | 244 | 100  | 506 |
| 45   | 047 | 73   | 245 | 101  | 516 |
| 46   | 051 | 74   | 251 | 102  | 532 |
| 47   | 054 | 75   | 261 | 103  | 546 |
| 48   | 065 | 76   | 263 | 104  | 565 |
| 49   | 071 | 77   | 265 | 105  | 606 |
| 50   | 072 | 78   | 271 | 106  | 612 |
| 51   | 073 | 79   | 306 | 107  | 624 |
| 52   | 074 | 80   | 311 | 108  | 627 |
| 53   | 114 | 81   | 315 | 109  | 631 |
| 54   | 115 | 82   | 331 | 110  | 632 |
| 55   | 116 | 83   | 343 | 111  | 654 |
| 56   | 125 | 84   | 346 | 112  | 662 |
| 57   | 131 | 85   | 351 | 113  | 664 |
| 58   | 132 | 86   | 364 | 114  | 703 |
| 59   | 134 | 87   | 365 | 115  | 712 |
| 60   | 143 | 88   | 371 | 116  | 723 |
| 61   | 152 | 89   | 411 | 117  | 731 |
| 62   | 155 | 90   | 412 | 118  | 732 |
| 63   | 156 | 91   | 413 | 119  | 734 |
| 64   | 162 | 92   | 423 | 120  | 743 |
| 65   | 165 | 93   | 431 | 121  | 754 |
| 66   | 172 | 94   | 432 |      |     |

Digital PMR446 DMR Tier I (TDMA) използва 16 цифрови гласови канала, разделени от 12,5 kHz един от друг с 4-степенна FSK модулация при 3,6 kbit/s.  Преди януари 2018 г. само по-високите 8 канала бяха разрешени за цифрова TDMA работа.
Някои цифрови радиостанции PMR446 (Hytera BD305LF, Retevis RT40, ...) поддържат директен режим с двоен капацитет (DCDM), който позволява използването на два времеви слота по време на симплексна (радио-радио) комуникация. Това ефективно удвоява капацитета на канала, като позволява две едновременни предавания на един канал. 
Цветовият код (0 до 16) е еквивалентът на CTCSS за цифрово. Използва се за изолиране на популация от потребители (компания, асоциация, семейство, ...).
По конвенция CC1 се използва за обществен контакт.
TalkGroups се използват за разделяне на групи от потребители (напр.: TG1 за насочване и TG2 за обслужване по стаите в хотел, използващ канал 12 CC7).
Като се свържете с конкретна TG, всеки потребител, абониран за тази TG, ще ви чуе (групово повикване).
Един потребител може да се абонира за много TG (RX Group List).
Също така е възможно да се свържете с всички потребители във вашия цветен код (Всички разговори).
Radio ID Един за всеки потребител, за директен контакт (лично обаждане).
| Channel | Frequency (MHz) | Channel Spacing (kHz) | Channel Spacing Known As | Comments (Channel/CTCSS) |
| ------- | --------------- | --------------------- | ------------------------ | --- |
| 1       | 446.00625       | 12.5                  | Narrow [NFM]             | FM: Комуникация при извънренни ситуации (1/12) FM: Шофзьори (1/9) FM: Baby monitor (1/0) FM: Children's channel (1/10)                                      |
| 2       | 446.01875       | 12.5                  | Narrow [NFM]             | FM: Geocaching FM: Camping FM: Планинари (German-speaking countries)                                                                                        |
| 3       | 446.03125       | 12.5                  | Narrow [NFM]             | FM: Prepper Channel (3/1), in disasters FM: Колездачи, Планинари FM: Планинари (Полша) (3/14)                                                               |
| 4       | 446.04375       | 12.5                  | Narrow [NFM]             | FM: Drone-Pilot Intercom (4/14) FM: 4WD активности (4/4) FM: Лодки (4/16)                                                                                   |
| 5       | 446.05625       | 12.5                  | Narrow [NFM]             | FM: Scouts (5/5) |
| 6       | 446.06875       | 12.5                  | Narrow [NFM]             | FM: Event Channel FM: Hunters (6/12) FM: Fisherman FM: Inland sailing (Poland) (6/16) FM: Free Radio Network (6/20)                                         |
| 7       | 446.08125       | 12.5                  | Narrow [NFM]             | FM: Mountain (7/7). Mountaineers in Spain propose using channel 7 subtone 7 for mountain safety.                                                            |
| 8       | 446.09375       | 12.5                  | Narrow [NFM]             | FM: DX & Calling Channel (8/8) FM: Distress, European emergency channel FM: Mountain - Hill Walking Radio Network (Ireland) (8) FM: Mountain (Italy) (8/16) |
| 9       | 446.10625       | 12.5                  | Narrow [NFM]             | DMR: Digital Calling Channel (CC1 TG99) DMR: Distress (CC1 TG9112), EmCOMM other channel with same TG FM: AIRSOFT                                           |
| 10      | 446.11875       | 12.5                  | Narrow [NFM]             | FM: Fox Hunting, A.R.D.F. |
| 11      | 446.13125       | 12.5                  | Narrow [NFM]             | |
| 12      | 446.14375       | 12.5                  | Narrow [NFM]             | |
| 13      | 446.15625       | 12.5                  | Narrow [NFM]             | |
| 14      | 446.16875       | 12.5                  | Narrow [NFM]             | |
| 15      | 446.18125       | 12.5                  | Narrow [NFM]             | |
| 16      | 446.19375       | 12.5                  | Narrow [NFM]             | |

Цифровият PMR446 dPMR (FDMA) използва 32 цифрови гласови канала, 
разделени помежду си на 6.25 kHz, с 4-степенна FSK модулация при 3.6 kbit/s. Преди януари 2018 г. само горните 16 канала бяха разрешени за цифрова FDMA работа.
| Channel | Frequency (MHz) | Channel Spacing (kHz) | Comments                                                                  |
| ------- | --------------- | --------------------- | ------------------------------------------------------------------------- |
| 1       | 446.003125      | 6.25                  |                                                                           |
| 2       | 446.009375      | 6.25                  |                                                                           |
| 3       | 446.015625      | 6.25                  |                                                                           |
| 4       | 446.021875      | 6.25                  |                                                                           |
| 5       | 446.028125      | 6.25                  |                                                                           |
| 6       | 446.034375      | 6.25                  |                                                                           |
| 7       | 446.040625      | 6.25                  |                                                                           |
| 8       | 446.046875      | 6.25                  |                                                                           |
| 9       | 446.053125      | 6.25                  |                                                                           |
| 10      | 446.059375      | 6.25                  |                                                                           |
| 11      | 446.065625      | 6.25                  |                                                                           |
| 12      | 446.071875      | 6.25                  |                                                                           |
| 13      | 446.078125      | 6.25                  |                                                                           |
| 14      | 446.084375      | 6.25                  |                                                                           |
| 15      | 446.090625      | 6.25                  |                                                                           |
| 16      | 446.096875      | 6.25                  |                                                                           |
| 17      | 446.103125      | 6.25                  |                                                                           |
| 18      | 446.109375      | 6.25                  |                                                                           |
| 19      | 446.115625      | 6.25                  | dPMR => Calling Channel (CC1 TG99) dPMR => Mutual assistance (CC1 TG9112) |
| 20      | 446.121875      | 6.25                  |                                                                           |
| 21      | 446.128125      | 6.25                  |                                                                           |
| 22      | 446.134375      | 6.25                  |                                                                           |
| 23      | 446.140625      | 6.25                  |                                                                           |
| 24      | 446.146875      | 6.25                  |                                                                           |
| 25      | 446.153125      | 6.25                  |                                                                           |
| 26      | 446.159375      | 6.25                  |                                                                           |
| 27      | 446.165625      | 6.25                  |                                                                           |
| 28      | 446.171875      | 6.25                  |                                                                           |
| 29      | 446.178125      | 6.25                  |                                                                           |
| 30      | 446.184375      | 6.25                  |                                                                           |
| 31      | 446.190625      | 6.25                  |                                                                           |
| 32      | 446.196875      | 6.25                  |                                                                           |

## PMR446 шлюзове
Наскоро някои потребители внедриха система за симплексни повторители, която представлява евтин и лесен начин за удължаване на обхвата на радиостанциите чрез използване на допълнителни радиостанции, свързани към малък контролер за повторител. Тази система е известна още като "Папагал", "ATX-2000" или просто "Ехо повторител", заради начина, по който повтаря всяко получено предаване. 
PMR446 шлюзовете разширяват обхвата на PMR446. Тези шлюзове са свързани чрез интернет, използвайки клиент-сървър VoIP система, като eQSO или Free Radio Network (FRN).

## Закони
- Решение ERC (98) 25 Архив на оригинала от 2015-09-24 в Wayback Machine.
- Решение ERC (98) 26[неработеща препратка]
- Решение ERC (98) 27[неработеща препратка]
- Решение ECC (05) 12 Архив на оригинала от 2015-04-13 в Wayback Machine.
- Решение ECC (15) 05

## Вижте същ
1. ↑  PMR446 Frequencies - Analogue and Digital //   Homepage.ntlworld.com.  Архивиран от оригинала на 2008-05-28. Посетен на 2010-11-18.
2. ↑  Mototrbo Simple Connection & Direct Mode //  www.mototrbo.sk.   Посетен на 2021-12-11.
3. 1 2  A guide to the new PMR446 licence-free radio frequencies following ECC Decision (15)05 and what it means to you //  Kenwood Communications.   Посетен на 2019-09-21.
4. ↑  Funk im Outdooreinsatz //   Deutscher Alpenverein. Посетен на 2020-11-13. Es gibt im PMR-Funk einen „Bergsteigerkanal“ der sich etabliert hat (Kanal 2: Bergsteiger- und Geocachingkanal).
5. ↑  Bandplan 433 MHz //  docs.google.com.   Посетен на 29 July 2022. (на немски)
6. ↑  Iniciativa Canal 7-7 //  www.canal77pmr.com.   Посетен на 7 January 2021. (на испански)
7. ↑  Rete Radio Montana //  www.reteradiomontana.it.   Посетен на 5 September 2024. (на италиански)